# União (Goiânia)
União é um bairro da cidade brasileira de Goiânia, localizado na região sudoeste do município.
Fundado como um conjunto habitacional durante o início da década de 1960, fez parte do plano de desenvolvimento para a região sudoeste de Goiânia. A associação de moradores do bairro foi fundado em agosto de 1970 e o nome de União passou de Vila União para apenas União em 1983.
Segundo dados do Instituto Brasileiro de Geografia e Estatística (IBGE), divulgados pela prefeitura, no Censo 2010 a população do bairro União era de 4 101 pessoas.